# حق عرب (مسلسل)
حق عرب هو مسلسل مصري يعرض في عام 2024 على قناة أون، تدور الأحداث حول "عرب"، الذي يسعى للهروب من ماضٍ مرير، ولكن يلقي هذا الماضي بظلاله عليه بين الحين والآخر، فلا يجد من سبيل غير التصدي له ومواجهته، وتتوالى الأحداث.

## قصة المسلسل
تدور أحداث مسلسل "حق عرب" تتلّخص قصة مسلسل حق عرب في أحداثٍ دراميّة واجتماعية ممتعة، لا تخلو من التشويق والإثارة. ويبدأ المسلسل في إطار اجتماعي شعبي، حول "عرب السويكري"، وهو شاب يعيش في حي الجمالية، ويتزوج من الفنانة دينا فؤاد، ويواجه الكثير من التحديات، التي تجعله يدخل في صراع، بين أبطال العمل.
مع وجود قصص إنسانية وجانب رومانسي في إطار شعبي، حيث يتعرض خلالها الفنان أحمد العوضي، لبعض المواقف التي تغير مجرى حياته، خاصة بعد إنقاذه مالك المصنع (رياض الخولي) من حادث تكشفه الأحداث.

## طاقم التمثيل
- أحمد العوضي
- وفاء عامر
- أحمد عبد الله محمود
- وليد فواز
- سلوى عثمان
- دينا فؤاد
- أحمد صيام
- محمد أحمد ماهر
- دنيا المصري
- أحمد عبد الله
- كارولين عزمي
- رياض الخولي
- منذر مهران

## فريق العمل
- إنتاج: تامر مرسي، سينرجي للإنتاج الفني
- تأليف: محمود حمدان
- إخراج: إسماعيل فاروق

## قنوات البث
- الجدول التالي يبين القنوات التي عرض فيها المسلسل.

| الدولة | القناة الباثة | التاريخ      |
| ------ | ------------- | ------------ |
| مصر    | قناة أون      | 10 مارس 2024 |
| مصر    | قناة الحياة   | 26 مايو 2024 |

## روابط خارجية
- حق عرب (مسلسل) على موقع قاعدة بيانات الأفلام العربية